# Nuitée
Une nuitée est une unité de mesure utilisée dans le monde de l'hôtellerie pour comptabiliser la fréquentation de la  clientèle dans un établissement. Elle permet de déterminer le taux de remplissage de ce dernier et de calculer la taxe de séjour au réel.
Le nombre de nuitées est égal au nombre de nuits passées par les clients dans cet établissement. Trois personnes séjournant deux nuits comptent pour six nuitées, quel que soit le nombre de chambres occupées.